# Kamenná (Olomouc)
Kamenná (in tedesco Steine) è un comune della Repubblica Ceca facente parte del distretto di Šumperk, nella regione di Olomouc.